# 2×2
2×2 é um canal de TV por assinatura russo de entretenimento. Desde 2007, é especializado em séries animadas.

## História
Fundada em 1989, e exibida pela primeira vez em 27 de setembro de 1990, o comercial da 2×2 se tornou o primeiro e mais antigo na televisão da antiga União Soviética. Inicialmente, a 2×2 transmitia blocos de meia-hora, com clipes de músicas e animação, mas em 1993, o canal também passou à transmitir notícias. Em 1993, a administração do canal 2×2 assinou um contrato com a MTV Europe para traduzir alguns programas. Houve um pico de popularidade entre 1994 e 1995, mas o canal foi fechado em 1997.
2×2 voltou para a transmissão em 11 de novembro de 2007. Desde então, o canal é especializado em séries animadas para adultos e desenhos animados, a maioria deles, americana e japonesa. Somente em 2009, começou à transmitir algum material live-action na sua programação.

## Controvérsias e críticas
Em fevereiro de 2008, o Departamento de Proteção aos Meios de Comunicação, da Rússia, um órgão regulamentador dos meios de comunicação (inclusive a TV), emitiu vários avisos sobre o conteúdo das séries Happy Tree Friends e The Adventures of Big Jeff, alegando que o show pode "promover a violência e brutalidade, causar dano à saúde psíquica, o desenvolvimento moral da criança e um ataque a moralidade social". O departamento da 2×2 alegou que não mais iria transmitir os shows, a fim de evitar problemas jurídicos. Mais tarde, naquele ano, os ativistas da Igreja Pentecostal Russa, criticou a 2×2 por transmitir South Park e Os Simpsons. Seu apelo para fechar o canal foi rejeitado pelos meios de comunicação russos. Em 24 de setembro de 2008, a licença do canal foi prorrogada por mais cinco anos.